# Biserica Sfântul Paul din Frankfurt
Biserica Sfântul Paul din Frankfurt (în germană Frankfurter Paulskirche) este un fost lăcaș de cult folosit în prezent ca locație pentru expoziții, comemorări istorice și congrese. A fost construită din 1789 până în 1833 pe locul bisericii medievale a minoriților desculți (Barfüßerkirche), care a fost demolată în 1786. A servit ca principala biserică protestantă din Frankfurt până în 1944, când locul i-a fost luat de  Biserica Sfânta Ecaterina. În construcția rotundă clasicistă a arhitectului Johann Friedrich Christian Hess s-au întrunit delegații Parlamentului din Frankfurt, primul parlament ales democratic pentru toată Germania, care a funcționat din 1848 până în 1849. Paulskirche este alături de Hambacher Schloss un simbol al mișcării democratice din Germania. În interiorul bisericii funcționează o expoziție gratuită permanentă dedicată Revoluției de la 1848 din Germania.
Ca urmare a unui bombardament aerian al orașului Frankfurt, Biserica Sf. Paul arde împreună cu multe alte construcții valoroase din centrul orașului. Biserica a fost prima clădire din Frankfurt ce a fost reconstruită după cel de-al Doilea Război Mondial (1947-1948) cu ajutorul donațiilor tuturor Landurilor germane. Acoperișul conic a fost singurul element arhitectonic ce nu a fost reconstruit. Interiorul a fost reproiectat foarte simplu datorită lipsei de bani și a materialelor de construcție în perioada de după război. La aniversarea de o sută de ani de la Parlamentul din Frankfurt (18 Mai 1948), biserica s-a redeschis cu numele de „Casa tuturor germanilor”. Clădirea a fost renovată în anul 1986. 
Biserica Sfântul Paul este un monument național și este utilizată pentru expoziții și evenimente publice. Cel mai cunoscut eveniment anual este acordarea Friedenspreis des Deutschen Buchhandels⁠(en)[traduceți] (Premiul pentru Pace al Asociației Librarilor Germani).